# 比克诺尔茨
比克诺尔茨（法語：Bickenholtz，法語發音：[bikənɔlts]；洛林法兰克语：Bickeholz）是法国摩泽尔省的一个市镇，属于萨尔堡-萨兰堡区。

## 地理
比克诺尔茨（48°48'15"N, 7°9'54"E）面积2.46 平方千米，位于法国大東部大區摩泽尔省，该省份为法国东北部内陆省份，是洛林的一部分，西南接默尔特-摩泽尔省，东临下莱茵省，北与卢森堡和德国接壤。
与比克诺尔茨接壤的市镇（或旧市镇、城区）包括：弗莱赛姆、沙尔巴克、韦凯尔斯维莱。

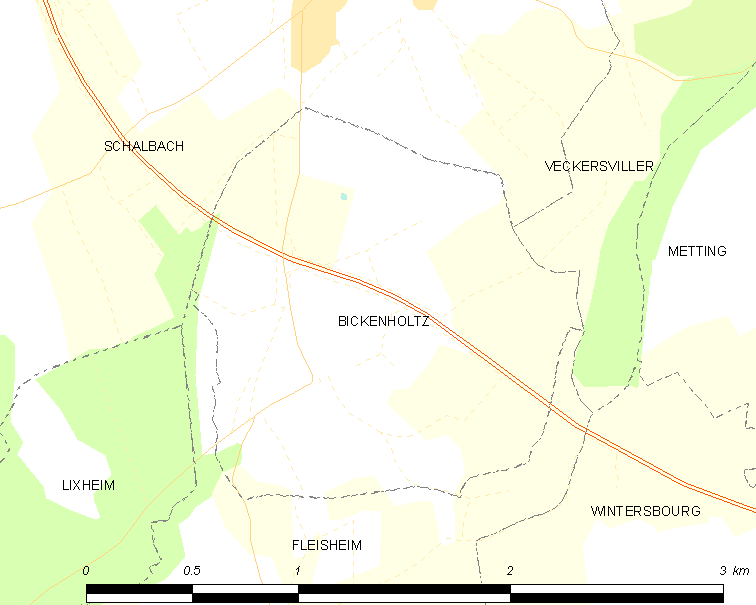
比克诺尔茨的OSM定位图

比克诺尔茨的时区为UTC+01:00、UTC+02:00（夏令时）。

## 行政
比克诺尔茨的邮政编码为57635，INSEE市镇编码为57080。

## 政治
比克诺尔茨所属的省级选区为萨尔堡县。

## 人口

1962-2008年间比克诺尔茨人口变化图示

比克诺尔茨于2022年1月1日时的人口数量为85人。